# Бордозит
Бордозит (рос. бордозит; англ. bordosite; нім. Bordosit) — мінерал.

## Опис
1. Відміна срібла, яка містить до 30,7 % Hg. Колір жовтий, на повітрі швидко тьмяніє. Крихкий. Можливо, те саме, що конгсбергіт;
2. Оксихлоридні сполуки ртуті з включеннями самородної ртуті й хлораргіриту.